# Муми-тролль и другие (мультфильм, 1978)
«Муми-тролль и другие» — советский кукольный мультфильм 1978 года, снятый режиссёром Аидой Зябликовой, по мотивам сказки Туве Янссон «Муми-тролль и комета». Первый из трёх мультфильмов популярной серии мультфильмов «Муми-тролли».

## Съёмочная группа
- Автор сценария — А. Алтаев
- Режиссёр — Аида Зябликова
- Художник-постановщик — Инна Воробьёва
- Оператор — Леонард Кольвинковский
- Текст песен — Людмилы Петрушевской
- Композитор — Алексей Рыбников
- Звукооператор — Виталий Азаровский
- Мультипликаторы: Алла Гришко, Владимир Кадухин, Ольга Дегтярёва
- Монтаж — Л. Рубан
- Редактор — Валерия Коновалова

## Роли озвучивали
- Зиновий Гердт — рассказчик, Муми-тролль, Муми-папа, Морра, Домовой
- Ольга Гобзева — Снифф
- Зинаида Нарышкина — фрёкен Снорк, Вифсла, Тофсла
- Юрий Яковлев — Снусмумрик
- Рина Зелёная — Муми-мама